# Zygmunt Modzelewski
Zygmunt Modzelewski, ps. „Bicz”, „Fiszer”, „Konopka”, „Kozłowski Z.”, „Niedzielski”, „Szczepański Zygmunt”, „Zygmunt” (ur. 15 kwietnia 1900 w Częstochowie, zm. 18 czerwca 1954 w Warszawie) – polski polityk komunistyczny, dyplomata i ekonomista, profesor zwyczajny. Członek Komitetu Centralnego Komunistycznej Partii Francji (1924–1925), minister spraw zagranicznych PRL w latach 1947–1951, członek Rady Państwa PRL w latach 1952–1954. Poseł do Krajowej Rady Narodowej, na Sejm Ustawodawczy oraz Sejm PRL I kadencji. Budowniczy Polski Ludowej.

## Życiorys
Urodził się w rodzinie Ignacego (robotnika kolejowego) i Józefy z domu Piotrowskiej. W 1918 ukończył męskie gimnazjum w Częstochowie. Podjął studia na Wydziale Prawa Uniwersytetu Warszawskiego, które jednak szybko przerwał. W 1917 wstąpił do Socjaldemokracji Królestwa Polskiego i Litwy. Od 1918 należał do Komunistycznej Partii Robotniczej Polski. Jako ochotnik wstąpił pod koniec 1918 do Wojska Polskiego. W szeregach 24 Pułku Piechoty wziął udział w wojnie polsko–bolszewickiej. Uczestniczył w walkach pod Warszawą oraz w działaniach wojennych na Froncie Litewsko-Białoruskim. Zdemobilizowany został jako podoficer rezerwy WP w stopniu plutonowego. Po odejściu do cywila zamieszkał w Lublinie, gdzie od 1921 pracował jako buchalter w Lubelskiej Spółdzielni Spożywców. W tym czasie był jednocześnie członkiem KO KPRP oraz instruktorem partyjnym KC KPRP w Lublinie. W latach 1923–1937 przebywał głównie we Francji (wyjechał na sfałszowanym paszporcie wystawionym na nazwisko Fiszer), należał do Francuskiej Partii Komunistycznej (był członkiem jej Komitetu Centralnego w latach 1924–1925). Studiował na Uniwersytecie Paryskim i w Szkole Nauk Politycznych w Paryżu. W 1928 uzyskał doktorat z ekonomii.
Po przyjeździe do ZSRR, w okresie tzw. „wielkiej czystki”, został aresztowany przez NKWD i osadzony na Łubiance jako domniemany imperialistyczny agent. Jego zeznania miały być wykorzystane w procesie KPP, do którego ostatecznie nie doszło. Zygmunt Modzelewski odmawiał jednak złożenia fałszywych zeznań, dotrwał w śledztwie do upadku Nikołaja Jeżowa i w lipcu 1939 został zwolniony i zrehabilitowany. W październiku 1939 podjął pracę jako tłumacz i redaktor. Działał w Związku Patriotów Polskich i przy tajnym Centralnym Biurze Komunistów Polski przy Komitecie Centralnym WKP (b). W maju 1943 zaangażował się w formowanie 1 Polskiej Dywizji Piechoty im. Tadeusza Kościuszki w obozie w Sielcach nad Oką. W stopniu kapitana został lektorem w Sekcji Politycznej Dywizji. W 1944 został pierwszym dyrektorem Agencji „Polpress”. W tym samym roku wstąpił do Polskiej Partii Robotniczej, później został członkiem Komitetu Centralnego PPR (1945–1948).
2 stycznia 1945 został mianowany ambasadorem RP w ZSRR. Był nim do 28 czerwca 1945 – zakończenia konferencji moskiewskiej w sprawie powołania Tymczasowego Rządu Jedności Narodowej, kiedy to na stałe wrócił do kraju jako podsekretarz stanu w Ministerstwie Spraw Zagranicznych, faktycznie kierujący resortem w TRJN w latach 1945–1947. Był członkiem polskiej delegacji na konferencji w Poczdamie. Był również delegatem Polski na sesji Komisji Przygotowawczej Organizacji Narodów Zjednoczonych. Zaangażowany w prace Komitetu Słowiańskiego w Polsce. W latach 1947–1951 minister spraw zagranicznych. Od 1951 rektor Instytut Kształcenia Kadr Naukowych. Od 1948 członek Polskiej Zjednoczonej Partii Robotniczej i jednocześnie członek Komitetu Centralnego PZPR.
W 1951 obronił pracę doktorską z filozofii. Od 1951 profesor zwyczajny, a od 1952 członek rzeczywisty Polskiej Akademii Nauk. W latach 1952–1954 członek Rady Państwa.
Został pochowany na cmentarzu Wojskowym na Powązkach w Warszawie (kwatera A 27-Tuje-8/9).

## Rodzina
Jego pierwszą żoną była Jadwiga Brum (1898–1970), działaczka KPRP i FPK, uczestniczka ruchu oporu we Francji, członek PPR i PZPR. Drugą żoną została Natalia Wilder (1912–1992), krytyk literacki i tłumacz literatury rosyjskiej, członek Związku Literatów Polskich (używająca m.in. pseudonimu Karol Wilt). Pasierbem Zygmunta Modzelewskiego był Karol Modzelewski.

## Ordery i odznaczenia

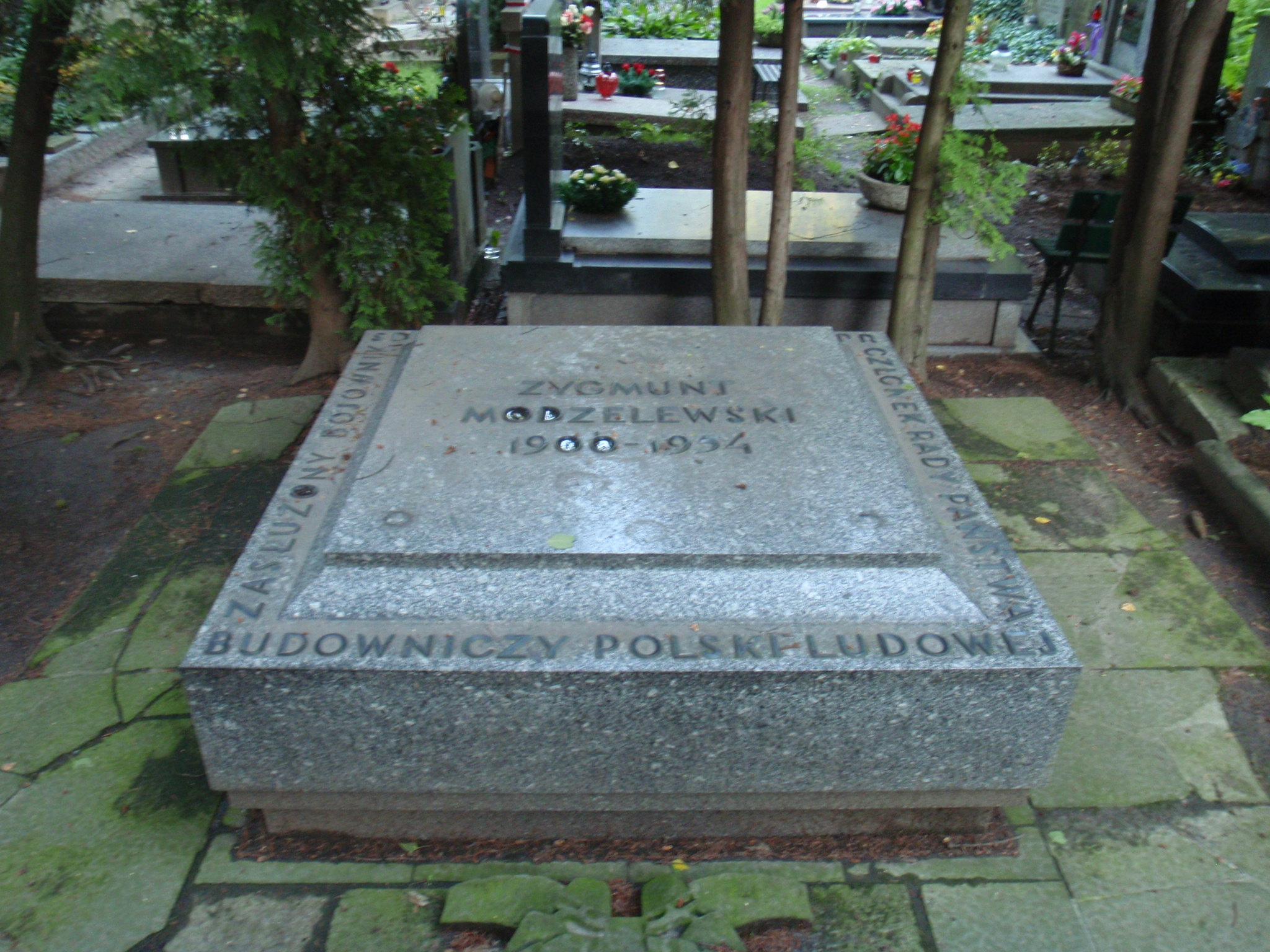
Grób Zygmunta Modzelewskiego

- Order Budowniczych Polski Ludowej (22 lipca 1954)[9]
- Order Sztandaru Pracy I klasy (15 kwietnia 1950)[10]
- Krzyż Komandorski z Gwiazdą Orderu Odrodzenia Polski (22 lipca 1949)[11]
- Krzyż Komandorski Orderu Odrodzenia Polski (18 września 1945)[12]
- Order Krzyża Grunwaldu III klasy (19 lutego 1946)[13]
- Krzyż Komandorski z Gwiazdą Orderu Narodowego Zasługi (Bułgaria, 1946)[14]
- Order 9 września 1944 I stopnia (Bułgaria, 1948)[15]
- Order Lwa Białego I klasy (Czechosłowacja, 1947)[16]
- Order Danebroga I klasy (Dania, 1947)[17]
- Order Zasługi dla Ludu ze Złotą Gwiazdą (Jugosławia, 1946)[18]
- Orderu Gwiazdy Rumuńskiej Republiki Ludowej I klasy (1948)[19]
- Wielka Wstęga Republikańskiego Orderu Zasługi (Węgry, 1948)[20]

## Upamiętnienie
Imię Zygmunta Modzelewskiego nosi jedna z ulic na warszawskim Mokotowie. W listopadzie 2017, decyzją wojewody mazowieckiego, ulica Modzelewskiego na mocy ustawy dekomunizacyjnej zmieniła patrona na Jacka Kaczmarskiego. Przeciwni tej decyzji byli mieszkańcy miasta, radni Warszawy oraz sama córka Jacka Kaczmarskiego, Patrycja Volny. 7 grudnia 2018 Naczelny Sąd Administracyjny ponownie przywrócił nazwę ulicy, wraz z kilkudziesięcioma innymi zmieniony na mocy ustawy.
W 1957 imieniem Zygmunta Modzelewskiego nazwano Częstochowskie Zakłady Przemysłu Bawełnianego.